# Køge
Køge (en el passat escrit Kjøge) és una ciutat portuària danesa situada al nord-est de l'illa de Sjælland, a la costa de la badia de Køge. Tot i pertànyer a la regió de Sjælland també forma part de la regió metropolitana de Copenhaguen. És la seu del govern municipal del municipi de Køge, amb més de 35.000 habitants és la principal població del municipi i la divuitena ciutat de Dinamarca per població.
Al centre de la ciutat vella hi ha un gran nombre de cases antigues amb estructura de fusta, especialment al voltant de la zona coneguda com a Køge Torv, com per exemple la Køge Rådhus del 1550 o la Kong Hans' Gård del 1634. Un altre element d'interès és l'església gòtica de sant Nicolau (Sankt Nicolai Kirke), construïda entre el 1250 i el 1300, amb la seva torre de 43 metres d'altura que és un punt de referència per a tota la ciutat. A prop hi ha la casa d'estructura de fusta més antiga de Dinamarca, del 1527, avui dia utilitzada com a biblioteca, i l'estàtua de Frederic VII creada per Herman Wilhelm Bisser el 1869.
La ciutat és a uns 22 quilòmetres de Store Heddinge, a 24 km de Roskilde, a 26 km de Ringsted, a 27 km de Faxe, a 39 km de Copenhaguen i a uns 53 km de Vordingborg.
Tot i que l'assentament ja existia al segle xii, Køge va ser fundada oficialment l'any 1288 per mitjà d'una carta de privilegis atorgada pel rei Erik VI, que concedia a la vila els mateixos drets que Roskilde.

## Població
L'any 2011 la població de la ciutat va passar per primer cop dels 35.000 habitants.

## Personatges il·lustres
- Søren Larsen, (n. 1981), futbolista.